# Koledar Goriške Mohorjeve družbe
Koledar Goriške Mohorjeve družbe je letna  publikacija Goriške Mohorjeve družbe.

## Goriška Mohorjeva družbainKoledar
Goriška Mohorjeva družba je bila ustanovljena leta 1923, da bi nudila goriškim Slovencem kvalitetno literaturo, ki bi vzgajala v duhu katoliške vere. V prvem Poslovniku si je  družba zadala, da bo vsako leto izdala vsaj štiri knjige, med katerimi bo »prvi književni dar« Koledar. Tajnik GMD Stanko Stanič je konec leta 1923 uredil in v založbi Katoliškega tiskovnega društva v Gorici izdal Ljudski koledar, ki je bil predhodnik koledarjev GMD.
Prvi urednik Venceslav Bele in Janko Kralj sta zbrala sodelavce pesnike, pisatelje, nabožne pisatelje, prevajalce, zgodovinarje, pravnike, glasbenike, znanstvenike. Tako je koledar vseboval poleg koledarskega dela tudi pripovedne in poučne spise, črtice, pesmi, življenjepise zaslužnih mož, zgodovinske, zemljepisne, gospodarske, zdravstvene,  poljudnoznanstvene članke. Prvi koledarji 1925, 1926, 1927 so izšli še v času, ko je bila v Italiji še svoboda tiska. Izšli so v velikem formatu, lepo okrašeni in vsebinsko bogati. Vse večje naklade niso bile všeč italijanskim fašističnim oblastem, ki so ukinjale slovenska društva, zadruge, gospodarske ustanove, publikacije, vendar GMD zaradi statusa cerkvene družbe niso mogle razpustiti. Vseeno so bili člani in vodstvo deležni groženj in zaplemb. V celoti so bili zaplenjeni in požgani koledarji za leta 1931, 1932 in 1933. Za jubilejno sveto leto 1934 je bil izdan Svetoletni koledar, ki ga oblasti zaradi morebitnih težav s Cerkvijo niso zaplenile. Za leti 1936 in 1937 sta namesto koledarja izšla le drobna zvezka pod naslovom Zapisnik za leto ... V vojnih letih 1941–1944 GMD ni izdala koledarjev. Zaradi premajhnega števila naročnikov se je konec leta 1947 GMD odločila za sodelovanje z Družbo sv. Mohorja iz Celovca. V letih 1949–1960  je v Celovcu izhajal skupen koledar, v katerem je imela GMD 40 strani. Koledarji od leta 1961 izhajajo v Gorici, tiskajo jih v Tiskarni Budin.

## Koledar danes
Koledar tudi v novejših številkah ponuja raznoliko tematiko. V koledarskem delu so razne posebnosti tekočega leta (prestopno leto), letni časi, sončni in lunini mrki. Vsakemu mesecu v letu je posvečena stran koledarja. Označeni so vsi dnevi, prazniki, lunine mene, svetopisemski odlomki za nedeljske evangelije. Veliko je napisanega o raznih obletnicah (župnij, škofij, časopisov, zborov, redov), življenjskih jubilejih, posvetnih društvih in dogodkih (Društvo slovenskih izobražencev, Mladi oder, Draga, simpoziji), skavtski dejavnosti, športnikih in njihovih dosežkih. Vključeni sta letni poročili Mohorjeve Družbe Celje in Celovške Mohorjeve družbe. V razdelku Iz življenja Cerkve so članki o papežu, novomašnikih, morebitnih novih škofih. V razdelku Iz dežele Julijske krajine in Slovenije je več družbene, gospodarske in politične problematike. V življenjepisih in raznih spominih so opisani veliki Slovenci in Slovenke: sodelavci GMD, kulturni delavci, politiki, duhovniki, škofje, skladatelji, slikarji: Drago Bajec, Friderik Baraga, Venceslav Bele, Vinko Beličič, Jožko Benedetič, France Bevk, Jurij Bizjak, Jožko Bratuž, Marijan Brecelj, Ivo Bric, Ludvik Ceglar, Tončka Curk, Andrej Čebokli, Anton Čok, Fran Erjavec, Alojzij Fogar, Magdalena Gornik, France Gorše, Srečko Gregorec, Simon Gregorčič, Zorko Harej, Milka Hartman, Jože Kocian, Alojz Kocjančič, Stanko Kociper, Srečko Kosovel, Janko Kralj, Tone Kralj, Drago Legiša, Anton Mahnič, Peter Medvešček, Oton Muhr, Boris Pahor, Veno Pilon, Stanko Premrl, Cvetana Priol, Fran Ramovš, Stanislav Rapotec, Alojz Rebula, Alojzij Res, Franc Rode, Gregorij Rožman, Frančišek Borgia Sedej, Ivan Slokar, Anton Martin Slomšek, Lojze Spacal, Anton Stres, Janez Svetokriški, Breda Šček, Ljubka Šorli Bratuž, Ivan Štanta, Josip Tavčar, Jakob Ukmar, Alojz Uran, Andrej Vavken, Vinko Vodopivec, Ubald Vrabec, Matija Vrtovec, Žiga Zois.

## Uredniki
Venceslav Bele, Kazimir Humar, Marko Tavčar (1994–)

## Sodelavci
- Pripovedništvo:

Ivan Artač, Mirko Avsenak, Milan Bekar, Venceslav Bele, Vinko Beličič, France Bevk, Ivo Česnik, Lea Fatur, Franc Graber, Srečko Gregorec, Stanko Janežič, Ivan Kobal, Vladko Kogoj (Julče Gorjan), Lučka Komac, Darina Konc, Jožko Kragelj (J. K.), Janko Kralj (Gregor Hrastnik), Janez Kraševec, Mirko Kunčič, Zdravko Novak, Jožica Peric, Bruna Pertot, Janez Povše, Ivan Pregelj, Alojz Rebula, Slavko Savinšek, Stanko Stanič, Ivo Šorli, Anton Vadnjal (Anton Komar), Narte Velikonja, Avguštin Žele, Jožko Žigon (Janez Kraševec)
- Pesništvo:

Majda Artač Sturman, Vinko Beličič, Mario Birsa, Valentin Birtig (Zdravko), Marijan Brecelj, Srečka Černe Artač, Roža Gantar, Albin Kljuder, Ivan Kobal, Vladimir Kos, Alojz Kocjančič, Karel Mauser, Mirko Mazora, Aleksij Jože Markuža, Rudi Merljak, Bruna Pertot, Lado Piščanc, Severin Res, Mirjam Saksida, Ljubka Šorli (M. O., Nada), Dolores Terseglav, Štefan Tonkli (Venceslav Sejavec, Yl Knotts, Hosko Tejnos), Katja Volpi, Ludvik Zorzut (Fervidus)
- Gospodarstvo:

Albin Grmek, Janko Košir, Anton Merku, Lambert Muri, Franc Pegan, Mara Petaros, Roman Rus, Danilo Rustja, Teofil Simčič, Jožko Šavli, Just Ušaj
- Oblikovalci naslovnic in koledarskega dela; avtorji fotografij in del:

Vilko Čekuta (1947), Danilo Čotar (1998), Igor Devetak (1999), Maksim Gaspari (1928, 1929, 1945, 1946), France Gorše (1930, 1931, 1938, 1939), Walter Grudina (2006), Hijacint Iussa (1994), Andrej Kosič (1992), Mara Kralj (1932, 1939), Jasna Merku (1997), Štefan Pahor (2005), Ksenja Purnikova (1940), Matej Susič (2003), Magda Starec Tavčar, Saša Šantel (1925, 1926, 1927), Štefan Turk (2009), Zvonko Vidau (2000), Zdenko Vogrič (2001), Stojan Zafred (1996), Edi Žerjal (1991), Franko Žerjal (1993), Ivan Žerjal (2002, 2004)

## Zanimivosti
Anton Kacin v članku Petdeset let lepega slovstva, ki je izšel v Zborniku ob 50-letnici GMD, piše pod rubriko Pesmi: »Ob Prebiranju pesmi v raznih koledarjih so mi kar sami zaplesali Pred očmi znani Prešernovi verzi: Kdor govoriti kaj ne ve ... Malo preveč je naslovov kot Jesen, Jesenska, V zimo, Pomlad, Dež, Dež in jaz, Sneži in podobno. Pri površnem štetju sem našel nad štirideset takih psihovremenskih in sezonskih pesmi.«